# Misterix (revista)
La revista Misterix va ser una revista de còmic publicada entre 1948 i 1965 a l'Argentina per l'Editorial Abril i després editorial Yago, amb 859 números. Va formar part de l'edat d'or del còmic Argenti.

## Trajectòria editorial
Editorial Abril volia aprofitar amb aquesta revista l'èxit de la sèrie italiana del mateix nom, que havia donat a conèixer en Salgari a partir de 1947.
Va contenir a més moltes altres historietes:
| Números | Data                  |                      | Guionista         | Dibuixant         |
| ------- | --------------------- | -------------------- | ----------------- | ----------------- |
| 1-855   | 03/09/1948-23/04/1965 | Misterix             | VV. AA.           | VV. AA.           |
|         | 1951-1952             | El Cacique Blanco    | Alberto Ongaro    | Hugo Pratt        |
| 176-    | 01/02/1952            | Bull Rocket          | H. G. Oesterheld  | Paul Campani      |
|         | 1952                  | Cedar Kane           | Alberto Ongaro    | Dino Battaglia    |
| 225-    | 1953                  | Sargento Kirk        | H. G. Oesterheld  | Hugo Pratt        |
|         | 1953                  | Fuerte Argentino     | Julio Almada      | Walter Ciocca     |
| 270-451 | 30/11/1953-05/07/1957 | Pat Brando           | Mario Faustinelli | Mario Faustinelli |
|         | 1955-56               | Drake, el aventurero | Alberto Ongaro    | Carlos Freixas    |
|         | 1957-58               | El Implacable        | Alberto Ongaro    | Carlos Vogt       |
|         | 1961-                 | Capitán Caribe       | H. G. Oesterheld  | Dino Battaglia    |

Des de 1962, va ser editada per Editorial Yago:
| Números | Data                  |                   | Guionista         | Dibuixant         |
| ------- | --------------------- | ----------------- | ----------------- | ----------------- |
|         | 1962                  | Capitán Cormorant | Hugo Pratt        | Hugo Pratt        |
|         |                       | El Quebrado       | Carlos Vogt       | Carlos Vogt       |
|         | 1962                  | Wheeling          | Hugo Pratt        | Hugo Pratt        |
| 718-798 | 17/08/1962-28/02/1964 | Mort Cinder       | H. G. Oesterheld  | Alberto Breccia   |
|         | 1963                  | El Embajador      | Leopoldo Durañona | Leopoldo Durañona |
|         |                       | Precinto 56       | Ray Collins       | José Muñoz        |